# 정하연 (가수)
정하연(2007년 8월 1일~ )은 대한민국의 가수로  걸그룹 tripleS의 멤버이다.